# Кладбище Святого Марка
Кладбище Святого Марка (нем. Sankt Marxer Friedhof) — одно из старейших кладбищ Вены в третьем районе Ландштрассе. С 1874 года новые захоронения не осуществляются.

## История
Кладбище было открыто в 1784 году по указу императора Иосифа II, который запретил производить погребения бедняков внутри городских стен. По тому же распоряжению императора, тела умерших полагалось хоронить без гробов в братских могилах (по 5 человек). Первоначально кладбище Святого Марка считалось весьма «непрестижным», поскольку предназначалось для бедных горожан. Это видно уже из названия кладбища, которое оно получило по одноимённой богадельне, располагавшейся неподалёку.
В 30-х годах XIX века, с расширением города и вхождением кладбища в его территорию, «статус» кладбища поднялся, и на нем стали хоронить людей различных сословий, в том числе дворян. Однако уже в 1874 году захоронения на кладбище Святого Марка были приостановлены, а в 1937 году кладбище было открыто для посетителей и туристов.

## Могилы известных людей

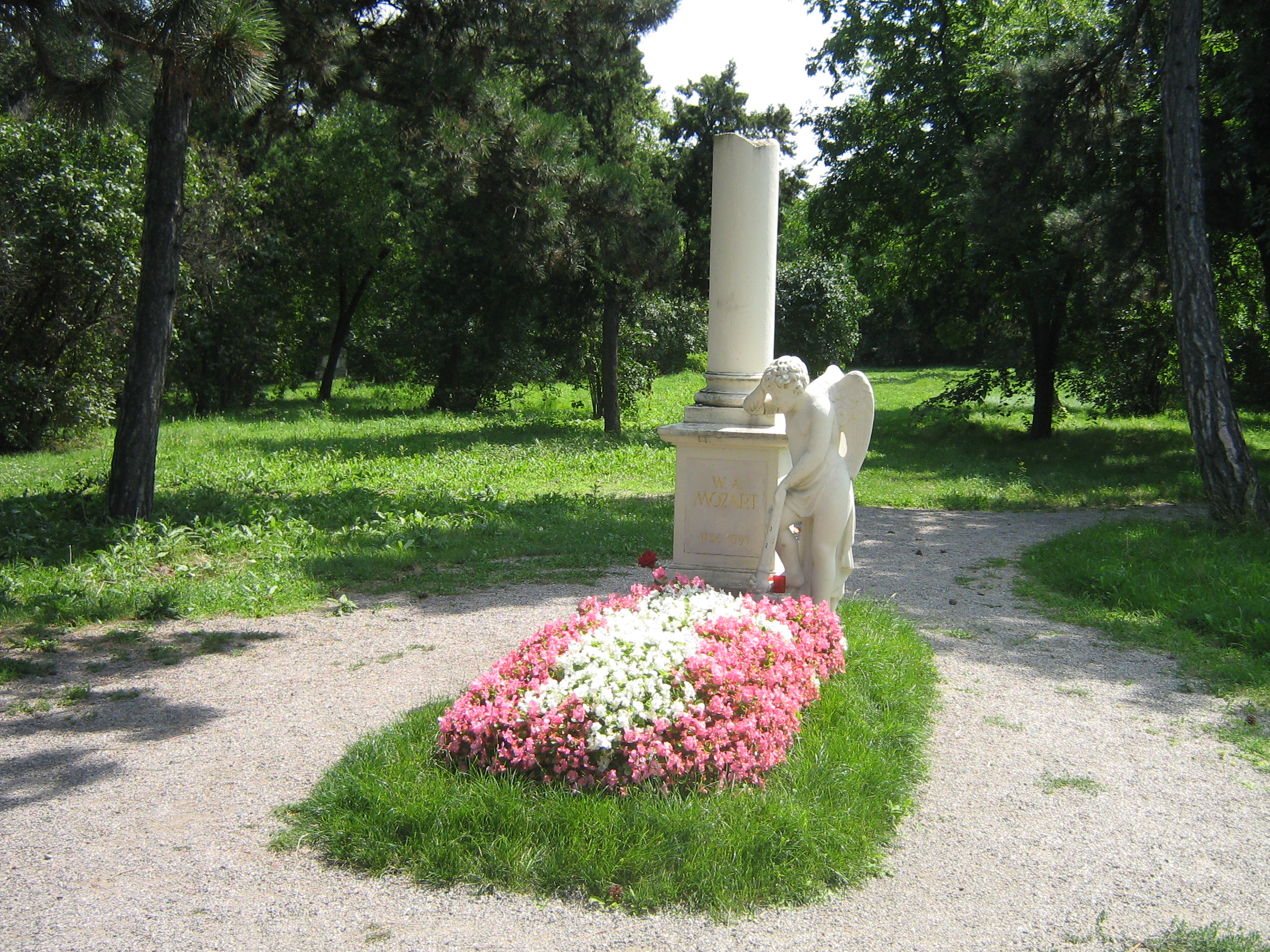
Кенотаф Моцарта — наиболее известное захоронение кладбища Святого Марка

### Вольфганг Амадей Моцарт
Вольфганг Амадей Моцарт был похоронен на кладбище Святого Марка 6 декабря 1791 года, в общей могиле, вместе с бродягами и нищими. Долгое время точное местоположение могилы великого композитора оставалось неизвестным. Когда жена Моцарта Констанца спустя 18 лет впервые пришла на кладбище, она не смогла найти место его захоронения, а все свидетели, знавшие место расположения братской могилы, к тому времени уже скончались. Лишь в 1859 году был найден план кладбища, по которому определили предполагаемое место упокоения композитора.
Тогда же на могиле был сооружен мраморный памятник по проекту фон Гассера. В 1891 году, в связи со столетием со дня смерти композитора, памятник перенесли в «музыкальный уголок» Центрального кладбища Вены, из-за чего снова возникла опасность потерять настоящую могилу. Чтобы не допустить этого, надзиратель кладбища Святого Марка Александр Кругер из различных остатков прежних надгробий соорудил маленький временный памятник. В настоящий момент оригинальный памятник фон Гассера возвращен на прежнее место.
Также на кладбище Святого Марка похоронены:

### Композиторы
- Иоганн Георг Альбрехтсбергер (1809)
- Антон Диабелли (1858)
- Йозеф Штраус (1870)

### Политики и военные
- Филипп фон Кобенцль (1810)
- Александр Ипсиланти (1828)

### Скульпторы
- Доннер, Георг Рафаэль (1741)

### Писатели и поэты
- Эрнст фон Фойхтерслебен (1849)
- Александр Бауман (1857)
- Франц Пфейффер (1868)

### Изобретатели
- Йозеф Мадерспергер (1850)
- Адольф Мартин Плейшл (1867)

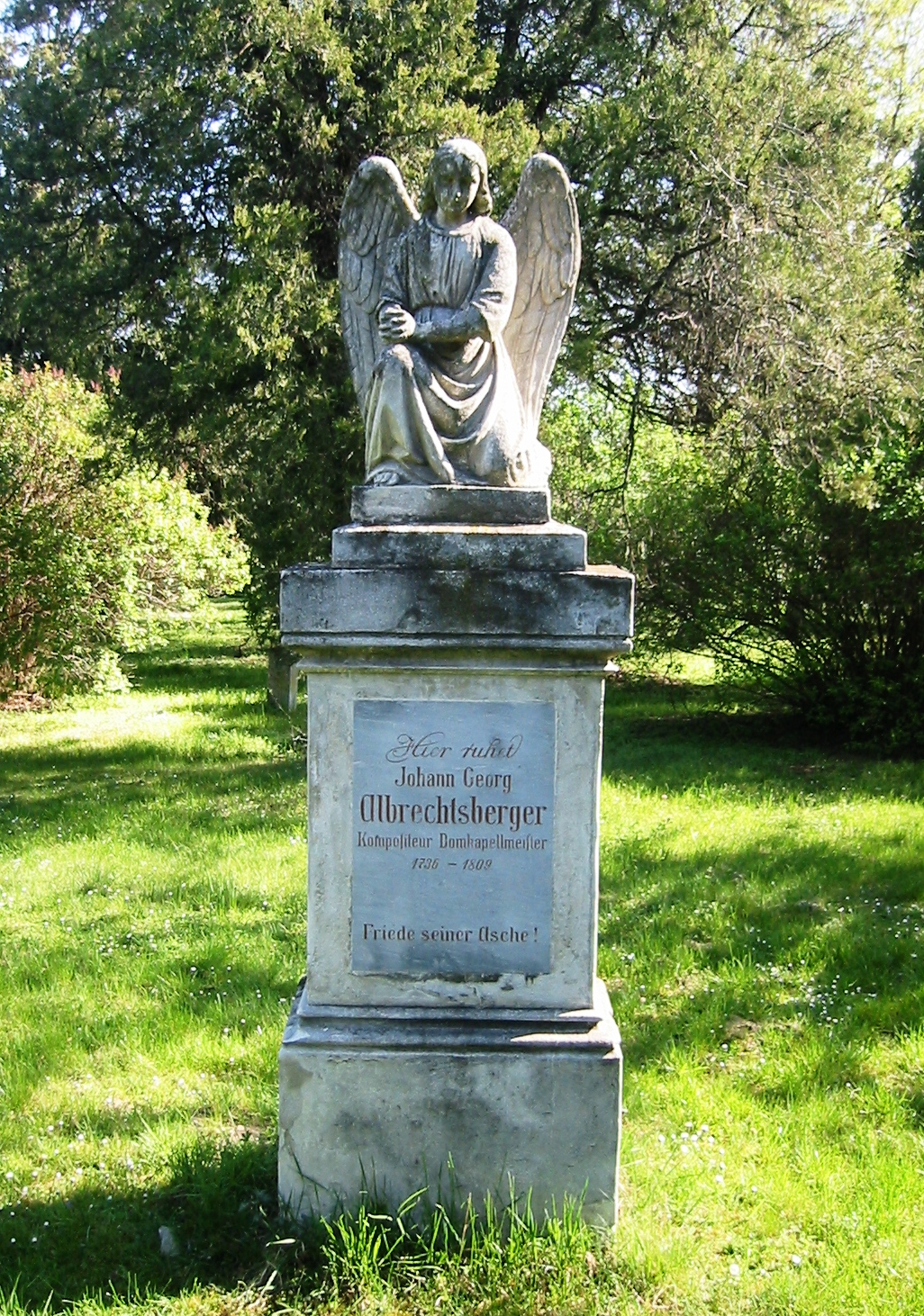
Могила Георга Альбрехтсбергера
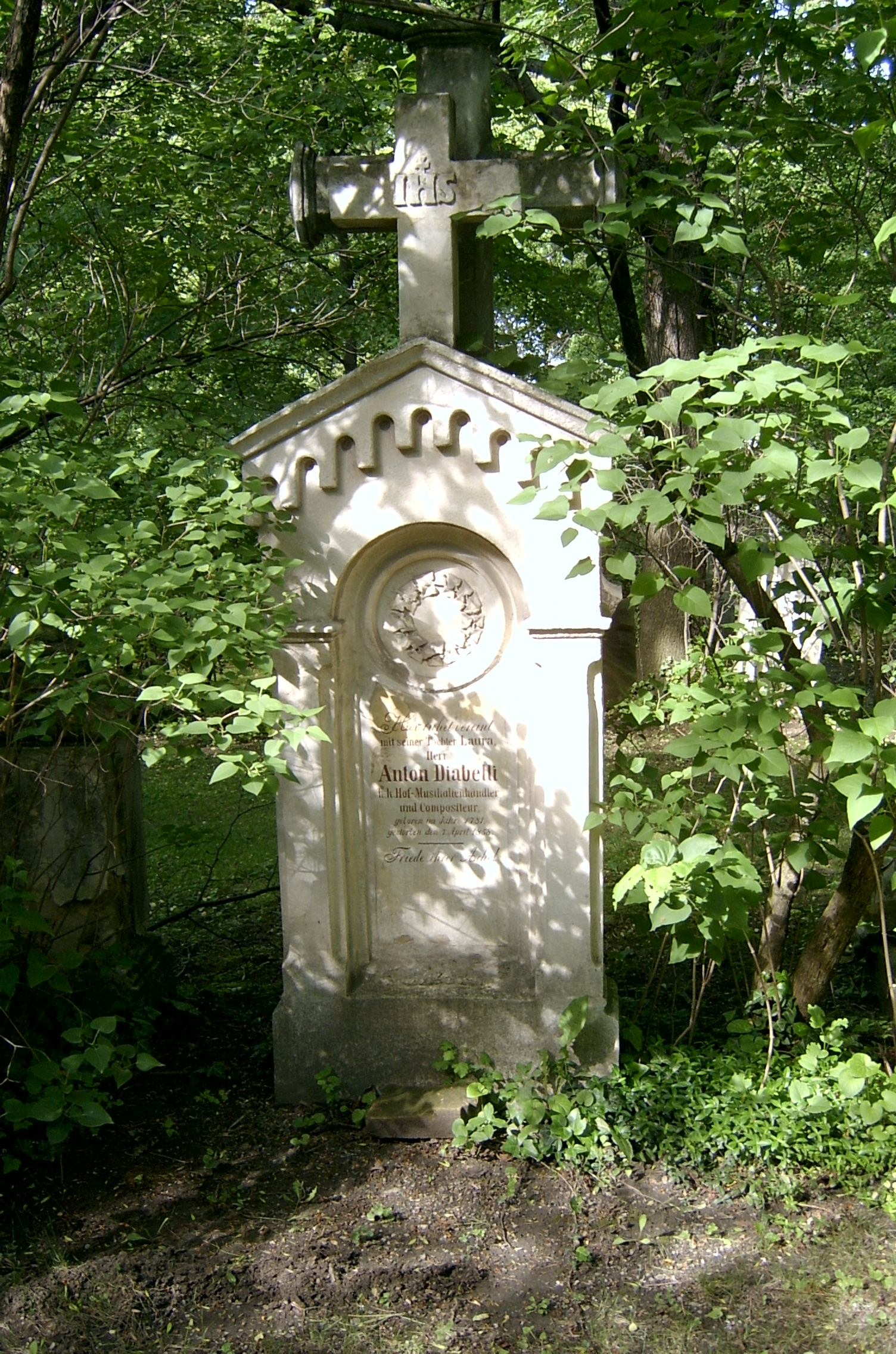
Могила Антона Диабелли
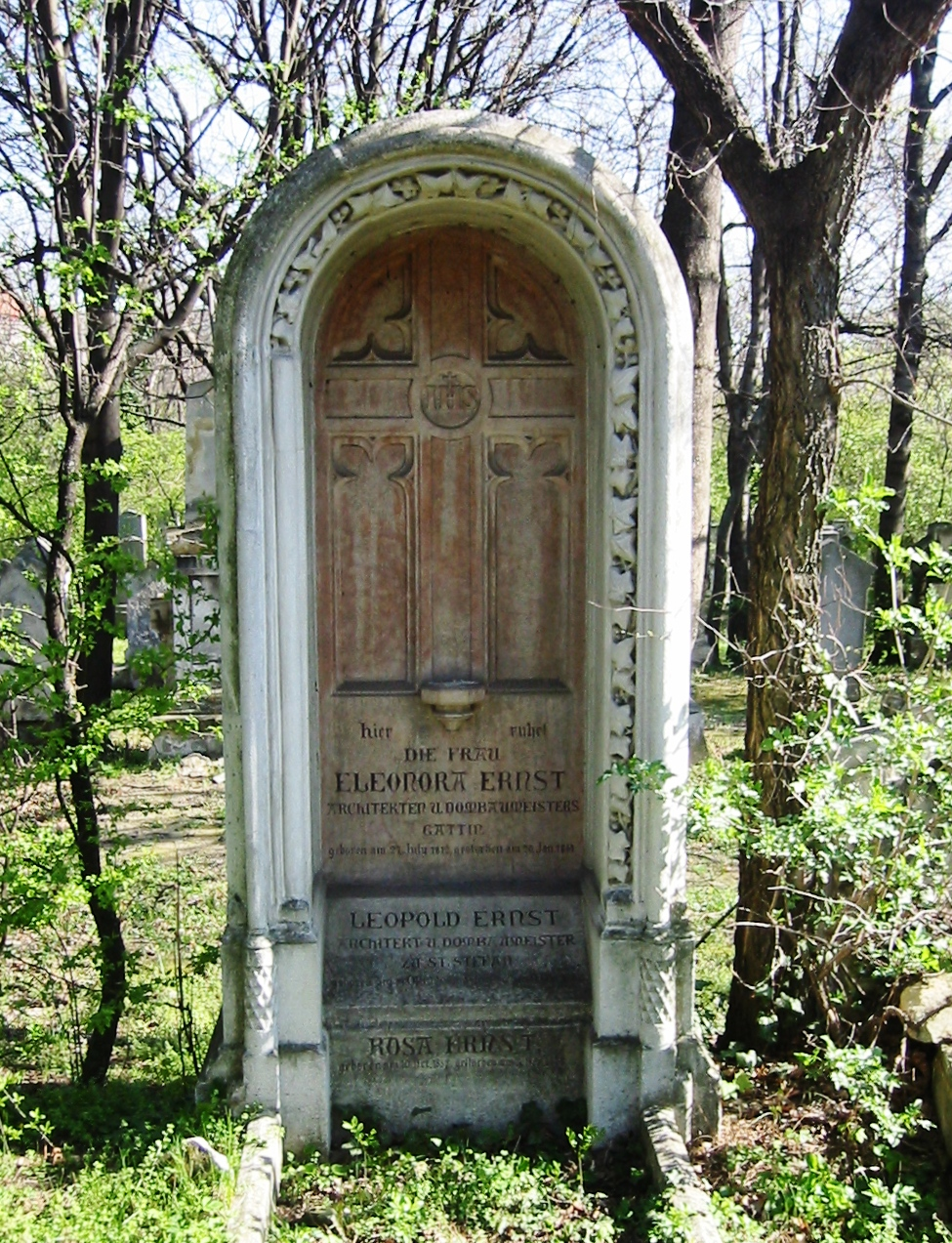
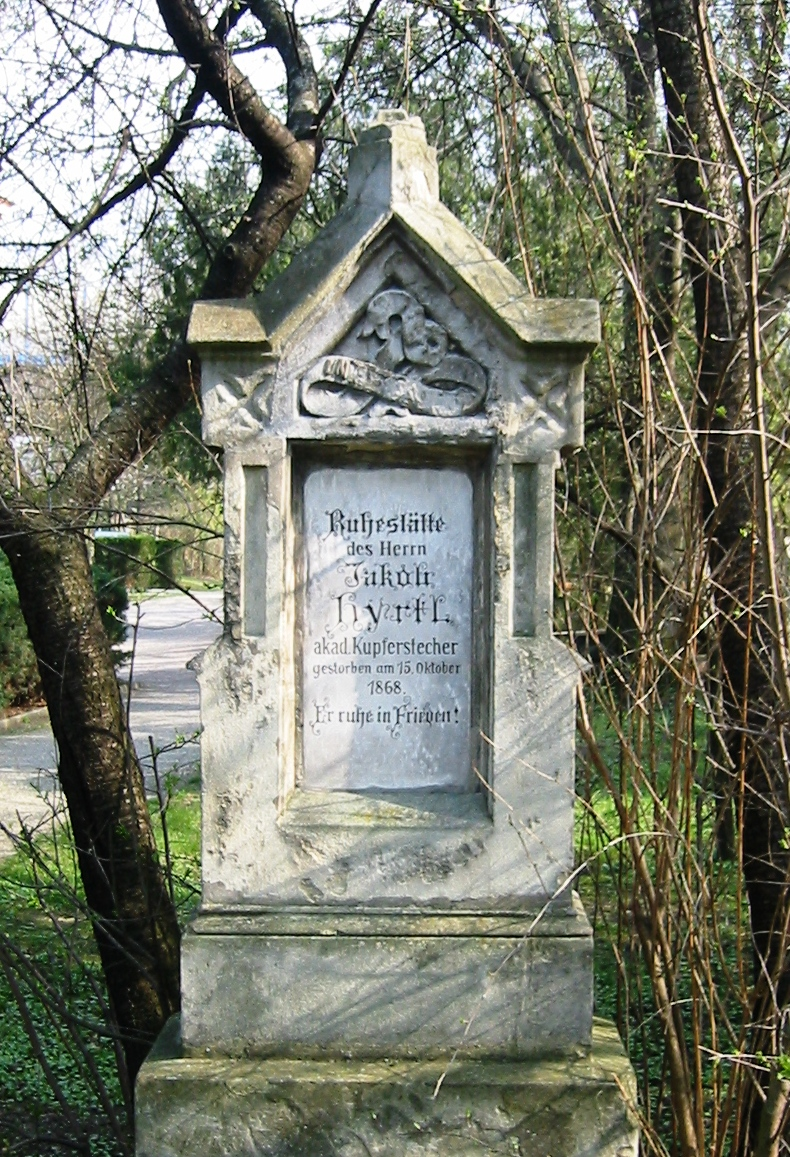
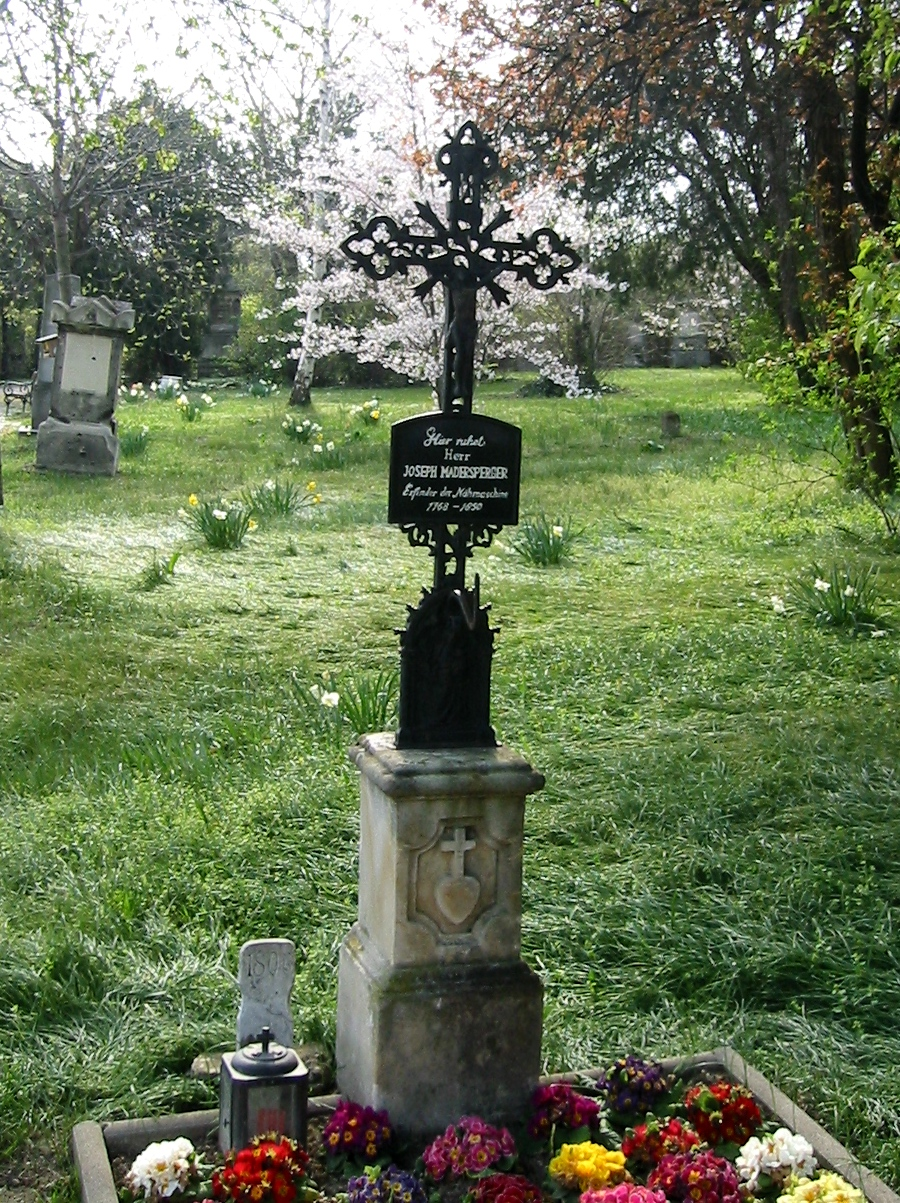
Могила Йозефа Мадерспергера
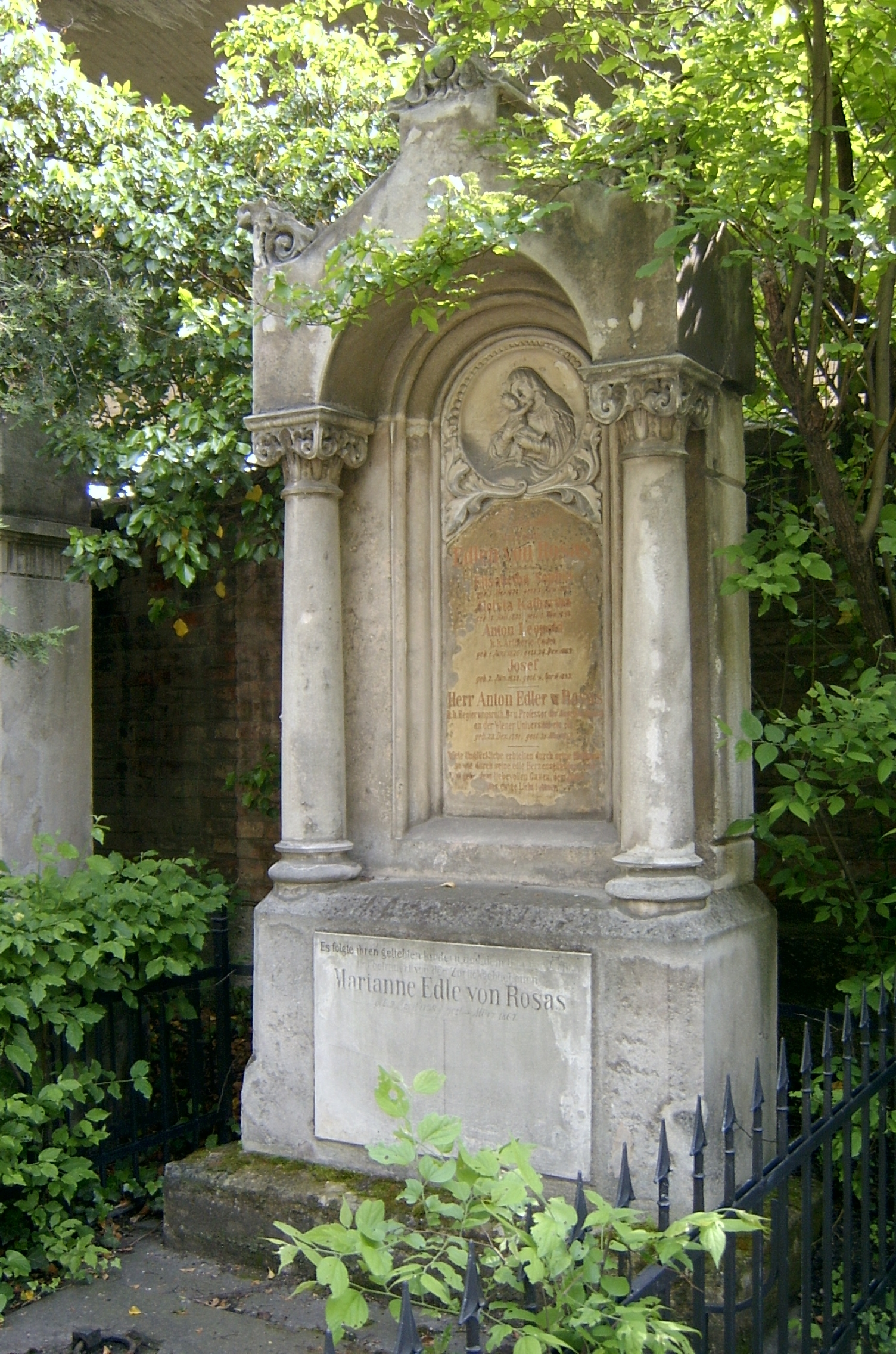
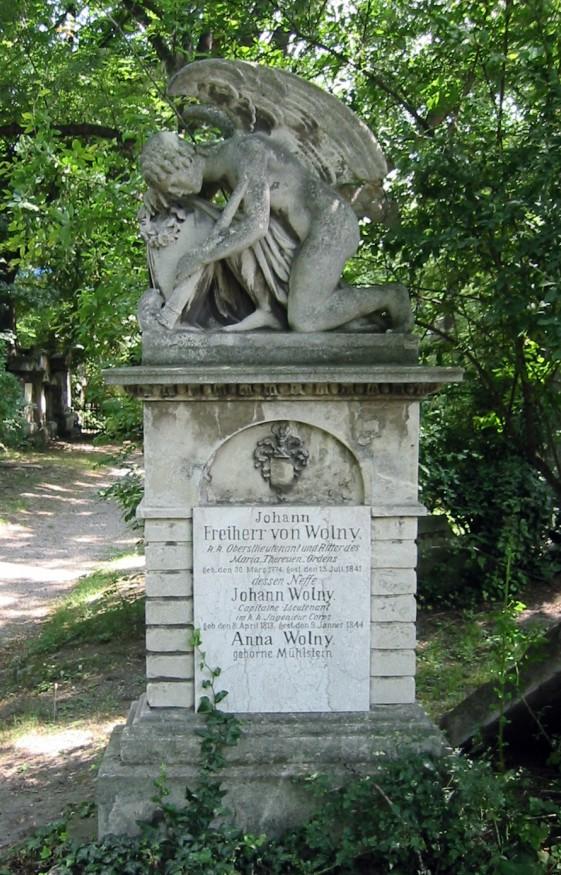
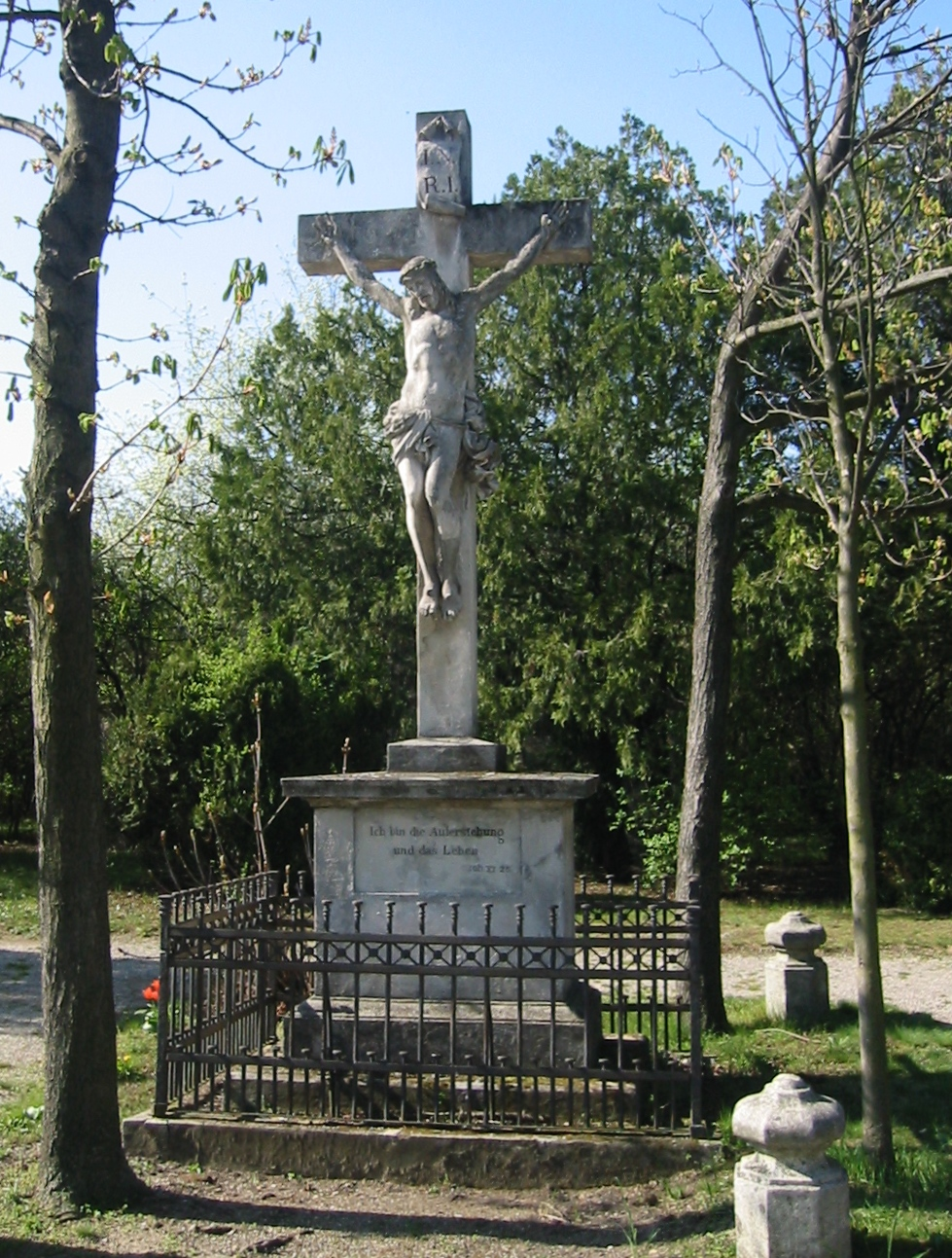